# Арабська работоргівля

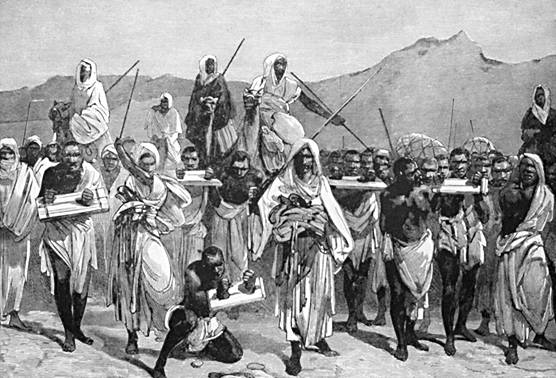
Гравюра XIX століття зображує караван арабського работорговця, що перевозить чорношкірих африканських рабів через пустелю Сахара.

Арабська работорглівля, також Східно-африканська работоргівля та работоргівля у Індійському океані — це загальна назва работоргівлі, що мала місце в арабському світі, в основному у Західній Азії, Північній Африці, Південно-Східній Африці, на Африканському Розі, а також в деяких частинах Європи (наприклад, Піренейському півострові і Сицилії) в період панування арабів в цих районах. Торгівля людьми тривала переважно між середньовічною епохою і початком XX століття та здійснювалася через рабовласницькі ринки цих районів. Людей захоплювали здебільшого у внутрішніх районах Африки, Південної та Східної Європи, Кавказу і Центральної Азії.
Доктор Волтер Родні стверджує, що термін арабська работоргівля є історично неправильною назвою, оскільки в цей період работоргівлею займались безліч етнічних груп і народностей які проживали як на території цих країн так і за її межами. В багатьох випадках торговці не були арабами.
Протягом VIII і IX століть, в період існування Фатімідського халіфату, більшість рабів були європейцями (так звані сакаліба), захопленими на узбережжях Європи під час воєн. За оцінками істориків, між 650 і 1900 роками від 10 до 18 мільйонів людей були поневолені арабськими работорговцями і вивезені з Європи, Азії та Африки через Червоне море, Індійський океан і пустелю Сахара. При цьому раби походили з безлічі регіонів. Серед них були представники середземноморських народів, перси, народи Кавказу і Закавказзя (Грузія, Вірменія), Центральної Азії і Скандинавії, Англії, Голландії та Ірландії, в тому числі представники африканських народів. Пізніше у Східній Африці у XVIII і XIX століттях почали домінувати європейські колоніальні торговці.

## Сфера торгівлі

### Африканські раби

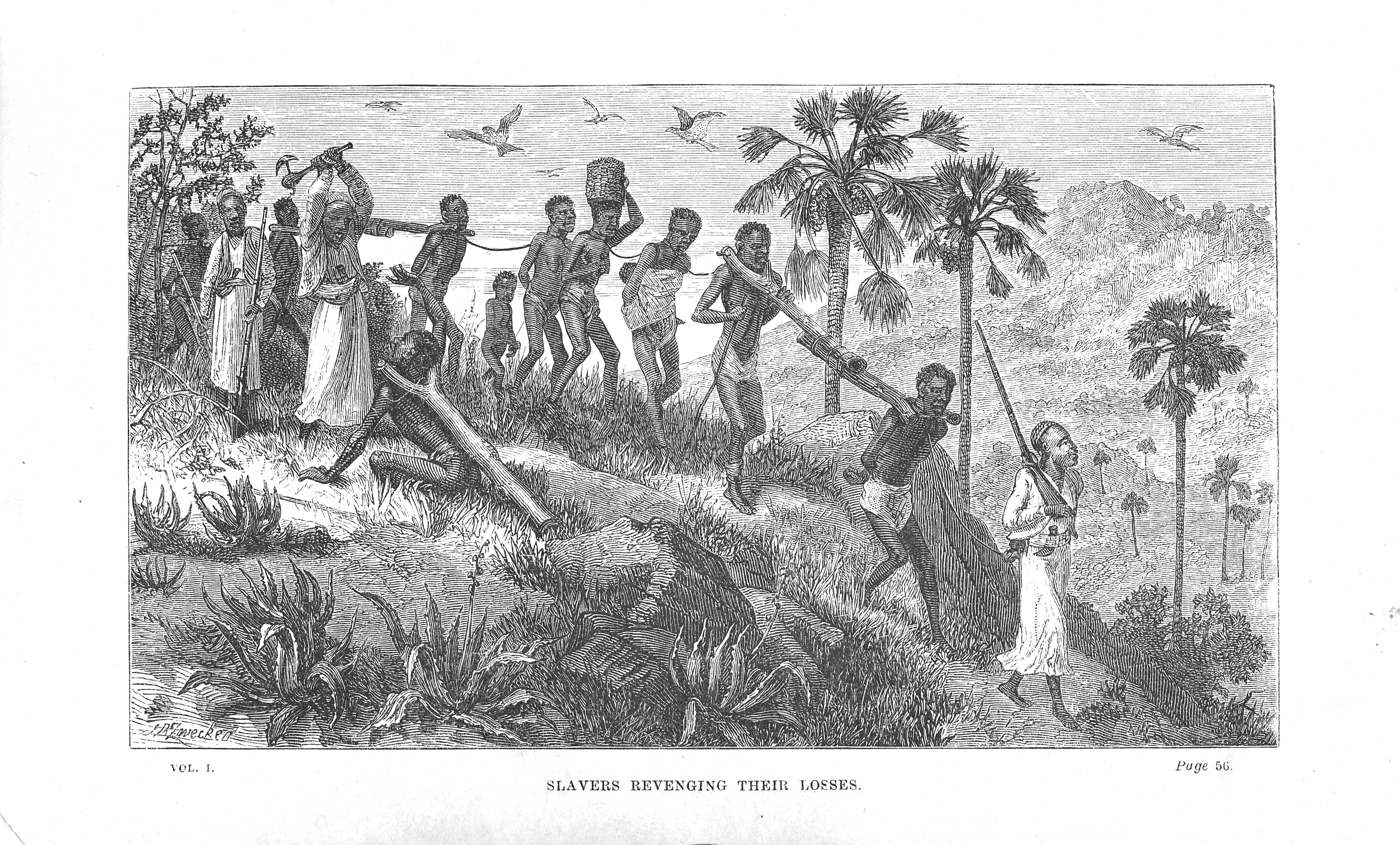
Арабські рабовласники і їхні полонені поблизу річки Рувума в Мозамбіку.

Арабська работоргівля через пустелю Сахара і Індійський океан почалася після того, як мусульмани почали контролювати узбережжя Африки і морські шляхи в IX столітті (див. Занзібарський султанат). Араби підкорили народи Банту, які проживали на території сучасної Кенії, Мозамбіку і Танзанії. Велика кількість рабів була переміщена до узбережжя. Там вони поступово асимілювалися в сільській місцевості, особливо на островах Унгуджа і Пемба біля африканського узбережжя Суахілі.
Деякі історики стверджують, що 17 мільйонів людей були продані в рабство на узбережжях Індійського океану, Близького Сходу та Північної Африки, а близько 5 мільйонів африканських рабів були перевезені через Червоне море, Індійський океан, і Пустелю Сахару в інші частини світу між 1500 і 1900 роками.
Полонені продавалися по всьому Близькому Сході. Ця торгівля прискорилася, в зв'язку зі збільшенням попиту на робочу силу на плантаціях і будівництві нових кораблів, які були здатні перевезти більшу кількість рабів.
Торгівля в Індійському океані була багатовекторною і змінювалася з часом. Для задоволення попиту на рабську працю, раби банту, придбані арабськими рабовласниками в південно-східній Африці, протягом століть продавалися в Єгипті, Аравії, Перській затоці, Індії, європейських колоніях, на Далекому Сході, Ефіопії, Сомалі та на островах Індійського океану.
Рабська праця в Східній Африці базувалася на представниках народів банту, які жили уздовж узбережжя Східної Африки. Невільники протягом століть переправлялися арабськими торговцями до всіх країн, що межують з Індійським океаном. Омеядські та Аббасидські халіфи вербували багатьох рабів банту в солдати. В 696 році в Іраці відбулися повстання рабів-солдатів.
У китайському тексті 7-го століття згадуються посли з Яви, які представляли китайського імператора та мали в прислузі двох рабів африканського походження. В китайських хроніках VIII і XIX століття також згадуються раби банту.
Повстання рабів які мали місце між 869 і 883 р н. е. недалеко від міста Басра (також відоме як Басара), розташоване в сучасному Іраку свідчать про важкий характер праці рабів, які були залучені до сільськогосподарського виробництва і нестерпні умови життя рабів. Плантаційне виробництво стало дешевшим і почало витісняти працю місцевих селян. Крім того праця у сільському господарстві та інша ручна робота вважалася принижуючою. Внаслідок цього дефіцит робочої сили призвів до збільшення попиту на рабів.
Дельта річки Тигр і Євфрат, яка перетворилася на занедбане болото та втратила родючість в результаті селянських міграцій і багаторазового підтоплення річкової долини водою, та могла бути відновлена лише інтенсивною працею рабів. Заможні власники «отримували великі ділянки заплавних земель за умови, що вони зроблять її орною». Основною плантаційною культурою стала цукрова тростина, особливо в провінції Хузестан.Також багато рабів працювали на соляних шахтах Месопотамії в районі Басри. Дослідник Ібн Баттута, який відвідав середньовічне африканське царство Малі в середині XIV століття розповідав, що місцеві жителі змагаються один з одним у кількості рабів і слуг, і навіть Ібн Батутті був подарований хлопчик-раб.

### Європейські раби

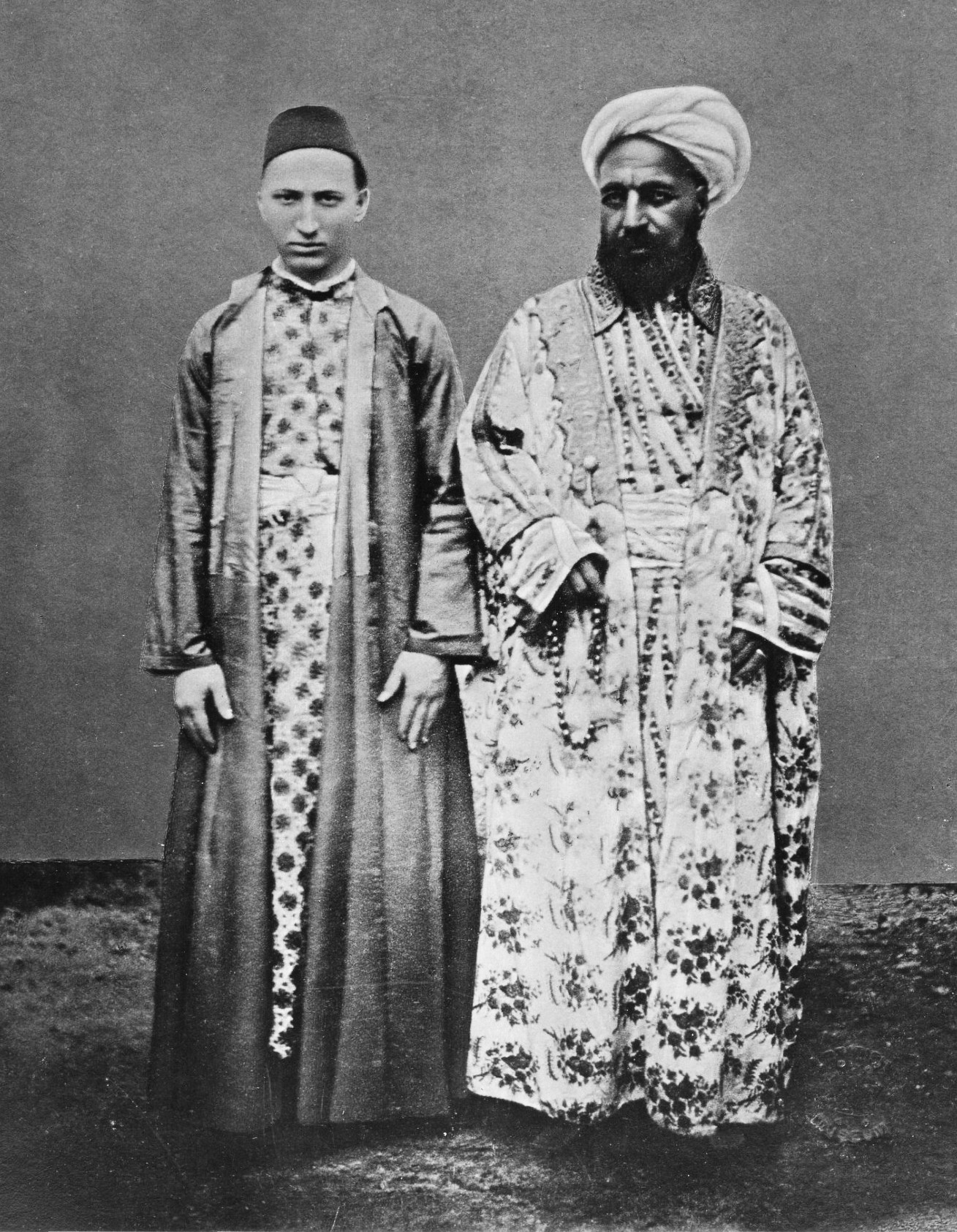
Мекканський торговець (праворуч) і його Черкеський раб, між 1886 і 1887 роками

У Середньовіччя раби завозилися в мусульманські землі також з Центральної Європи. Захоплені в рабство бранці відправлялися в мусульманські країни через Францію і Венецію. Прага в той час була головним центром кастрації слов'янських полонених. Емірат Барі також слугував важливим місцем для торгівлі рабами. Після того, як Візантійська імперія і Венеція заборонили арабським купцям перевозити через свої порти, работорговці почали завозити рабів з Кавказу і Каспійського моря.
Араби теж поневолювали європейців. За словами Роберта Девіса від 1 млн і 1,25 млн європейців були захоплені між XVI і XIX століттями. Берберські корсари, які перебували у васальній залежності від Османської імперії, захоплювали людей в полон з прибережних селищ Італії, Іспанії, Португалії, Ірландії, а також з більш віддалених місць, таких як Франція, Англія, Голландія, і навіть з Ісландії.Також моряків захоплених піратами в полон продавали в рабство. Не гребували работорговлею і пірати з Європи.
Наслідки піратських нападів були катастрофічними: Франція, Англія і Іспанія втратили тисячі кораблів. Тисячі кілометрів на іспанських та італійських узбережжях через часті напади корсарів стали майже повністю безлюдними. Піратські набіги перешкоджали поселенням людей на узбережжях морів аж до XIX століття.
Періодично мусульманські грабіжницькі експедиції відправлялися з Ісламської Іберії, щоб зруйнувати християнські країни, та перетворити населення на рабів. Так у рейді проти Лісабона в 1189 році, мусульманський халіф Альмохад Бербер, Абу Юсуф Якуб аль-Мансур, взяв у полон 3000 жінок і дітей, а його губернатор Кордови у наступному нападі на Сільвеш у 1191 році полонив 3000 християн.

### Арабські раби
Арабів теж іноді перетворювали на рабів у мусульманському світі. До арабських невільників іноді застосовувалася операція кастрації. В Мецці арабські жінки вільно продавалися в рабство, а деякі правителі Західної Африки мали рабинь арабського походження. За словами аль-Макризі рабині дівчата з більш світлою шкірою були продані західноафриканським паломникам під час хаджу. Ібн Баттута зустрівся з арабською рабовласницею Фарбою Сулейман поблизу Тімбукту в Малі в 1353 році. Він писав що її рабиня і сама рабовласниця вільно володіють арабською мовою.

### Ісламський і східний аспект
Патрік Меннінг писав, що «східну» або «Арабську» работоргівлю іноді називають «Ісламською» работоргівлею. Але релігійне приналежність невільників не була головною. Далі він стверджує, що таке використання термінів «ісламський» або «мусульманський світ» помилково розглядає Африку поза межами ісламу, або що Африка є незначною частиною ісламського світу.
Східна работоргівля в Середньовіччі відбувалася двома основними шляхами:
- Сухопутний маршрут через Магрибу і Машріку (транссахарський маршрут)[23];
- Морські шляхи на схід від Африки через Червоне море та Індійський океан (східний маршрут)[24][25].

## Історія Арабської работоргівлі

### Торгівля африканськими рабами
Арабська торгівля рабами банту в Південно-Східній Африці є однією із найстаріших работоргівель у світі. Вона виникла на 700 років раніше Європейської трансатлантичної работоргівлі. Чоловіки-раби часто були змушені працювати в сільському господарстві, служити солдатами, або прислужувати своїм господарям, в той час рабині використовувалися як наложниці та прислуга.
З VII століття до 1960-х років арабська работоргівля тривала у тій чи іншій формі. Історичні оповідання і листування заможних людей в Аравії, Ємені та в інших місцях свідчать що праця рабів використовувалася до початку 1920-х років.
У 641 році і правителі Єгипту надали арабським купцям великі привілеї в торгівлі, а також частку в торгівлі рабами.
Протягом другої половини XIX і початку XX століття раби з Ефіопії, мали великий попит на ринках Аравійського півострова і на інших невільничих ринках Близького Сходу. Раби працювали переважно домашніми слугами, в сільському господарстві, носіями води, пастухами, моряками, погоничами верблюдів, вантажниками, каменярями, продавцями і кухарями. Освічені і сильні чоловіки працювали чиновниками, охоронцями, розпорядниками у заможних людей. Вони користувалися значною особистою свободою, а іноді і мали власних рабів. Крім європейських, кавказьких, яванських і китайських дівчат, привезених з Далекого Сходу, «червоні» ефіопські молоді жінки були одними з найцінніших наложниць. Найкрасивіші з них часто вели заможний спосіб життя, і могли стати членами еліти, або були матерями правителів і заможних людей. Основними джерелами цих рабів, була південно — західна частина Ефіопії.
На території сучасної Центральноафриканської Республіки під час XVI і XVII століть мусульманські торговці-мусульмани почали здійснювати набіги в регіоні в рамках розширення торгових шляхів з Сахари і Нілу. Захоплені в рабство люди були відправлені на середземноморське узбережжя, Європу, Аравію, Західну півкулю, або на плантації вздовж західного та північного узбережжя Африки, на південь вздовж річок Убангі і Конго.

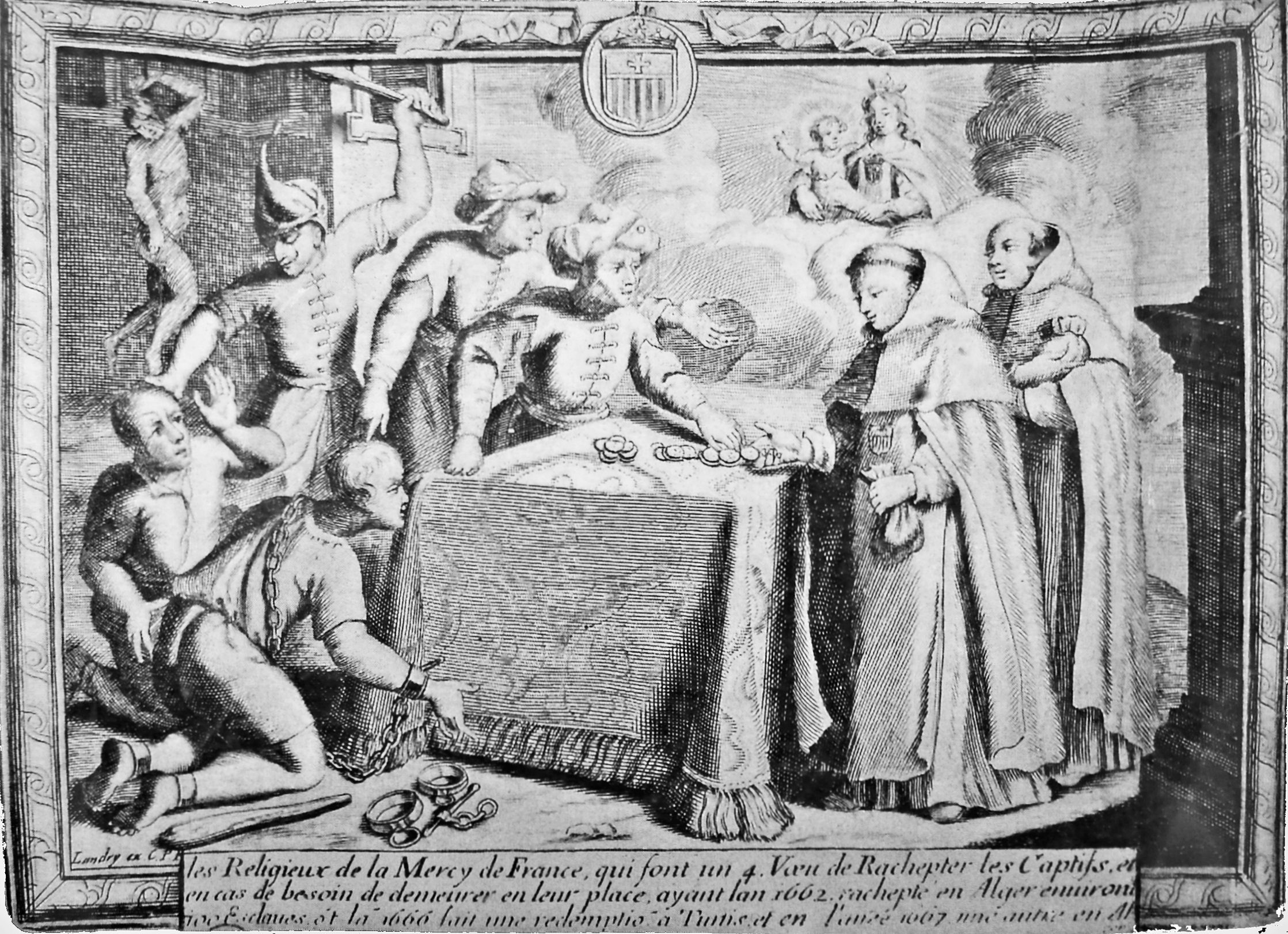
Викуп християнських бранців католицькими ченцями в берберських державах.

Нащадки африканських рабів, привезених на Близький Схід під час рабської торгівлі, досі живуть там і знають про своє африканське походження.

### Європейські раби
На північно африканських ринках також продавалися раби з Європи. Невільники були захоплені піратами під час нападів на торгові кораблі і набігів на приморські міста Італії, Португалії, Франції, Англії, Нідерландів, а також Ісландії. Піратські набіги призвели до того, що величезна кількість приморських міст були покинуті. Професор Роберт Девіс описує історію білої работоргівлі у своїй книзі « Християнські раби, мусульманські майстри: Біле рабство в Середземномор'ї, узбережжі Бербари та Італії» (1500—1800).
Девіс вважає, що від 1 млн до 1,25 млн європейців були поневолені в Північній Африці, починаючи з XVI і до середини XVIII століття арабами з Тунісу, Алжиру і Триполі (ці цифри не включають європейців), які були поневолені марокканськими піратами і іншими торговцями узбережжя Середземного моря)? і приблизно 700 американців були ув'язнені в цьому регіоні і перетворені на рабів між 1785 і 1815 роками.
Митна статистика Стамбулу XVI і XVII століття свідчить, що імпорт рабів становив близько 2,5 мільйонів чоловік.

### Європейський колоніалізм
До XVIII і XIX століть в Східноафриканській работоторгівлі домінували європейські колонізатори.  Більшість східноафриканських рабів у XVIII—XIX ст. опинилися на плантаціях Маврикія, Реюньйона, Сейшельських островів і мису Доброї Надії, та були відправлені до багатьох колоній Нового Світу.  Саме в цей час східноафриканська работоргівля досягла свого піку.
Деякі арабські країни теж почали застосовувати плантаційну систему господарювання, наприклад, Занзібар, що в свою чергу збільшило попит на рабів. Занзібар був одним з головних центрів работоргівлі у Східній Африці. Понад 50000 рабів проходили через острів щороку.

### XIX століття
З початку XIX століття торгівля рабами в ісламському світі значно зросла, а з 1850 року європейська майже завершилася. Колонізація материка Африка європейцями завершилася в 1900 році.
У 1814 році швейцарський дослідник Йоганн Буркхардт описав свої подорожі до Єгипту і Нубії, де був свідком продажі рабів: "я часто був свідком сцен з найбільш безсоромних непристойностей, в яких работоргівці були головними дійовими особами. Я смію стверджувати, що дуже небагато рабинь десятирічного віку що продавалися в Єгипті або Аравії були незайманими.

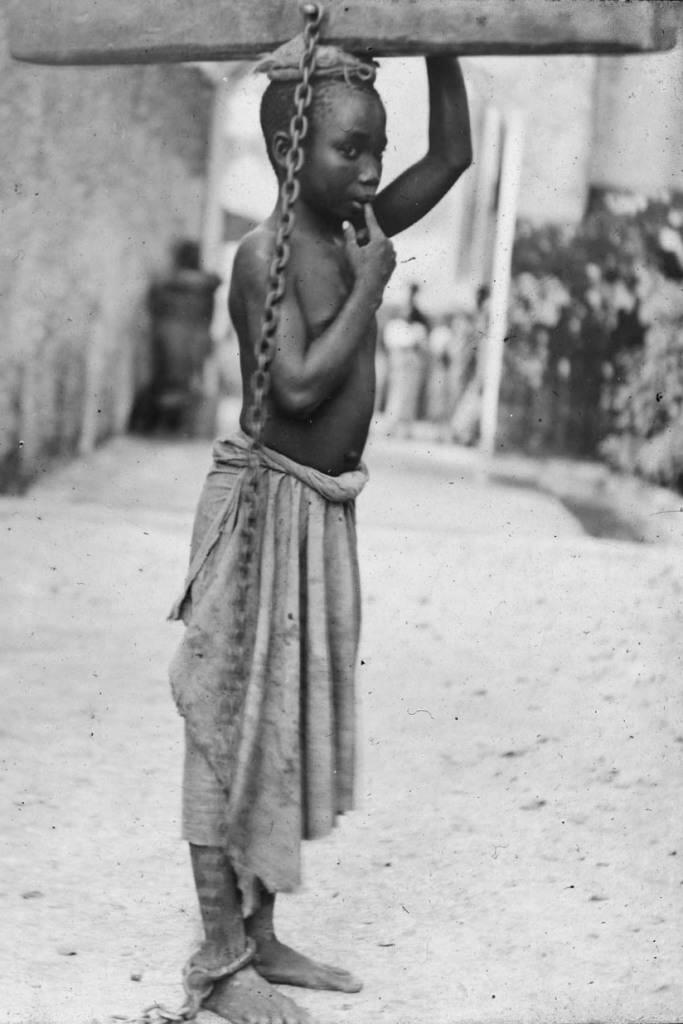
Покарання хлопчика-раба в Занзібарі за незначне правопорушення. 1890 р.

Давид Лівінгстон описував работоргівлю в районі Великих африканських озер, які він відвідав у середині XIX століття:

перебільшити це зло — просто неможливо… 19 червня 1866 — ми пройшли повз мертву жінку, прив'язану за шию до дерева. Місцеві люди пояснили, що вона була не змозі йти в ногу з іншими рабами, і її господар вирішив, що вона не повинна бути нічиєю власністю.

26 червня. -…ми пройшли повз рабиню яка отримала ножове поранення за те, що не могла йти далі.

27-го червня 1866 року — у цей день ми натрапили на людину, яка померла від голоду. Пізніше Один з наших товаришів знайшов багато понівечених рабів, покинутих своїми господарями без їжі; вони були занадто слабкі, щоб сказати звідки вони взялися; деякі з них були зовсім маленькими.

### XX століття
Під час Другої суданської громадянської війни (1983—2005) було поневолено і продано в рабство від 14 000 до 200 000 осіб.
В Мавританії рабство було скасовано законами прийнятими у 1905, 1961 і 1981. Закон про кримінальне покарання за рабовласництво був прийнятий в серпні 2007 року. За оцінками, до 600 000 мавританців, або 20 % від населення Мавританії перебували в рабстві, або в умовах до них наближених.
Порівняно недавно рабство було заборонена Катарі (1952), Саудівській Аравії і Ємені (1962) та в Омані (1970).

## Історичний і географічний контекст

### Ісламський світ

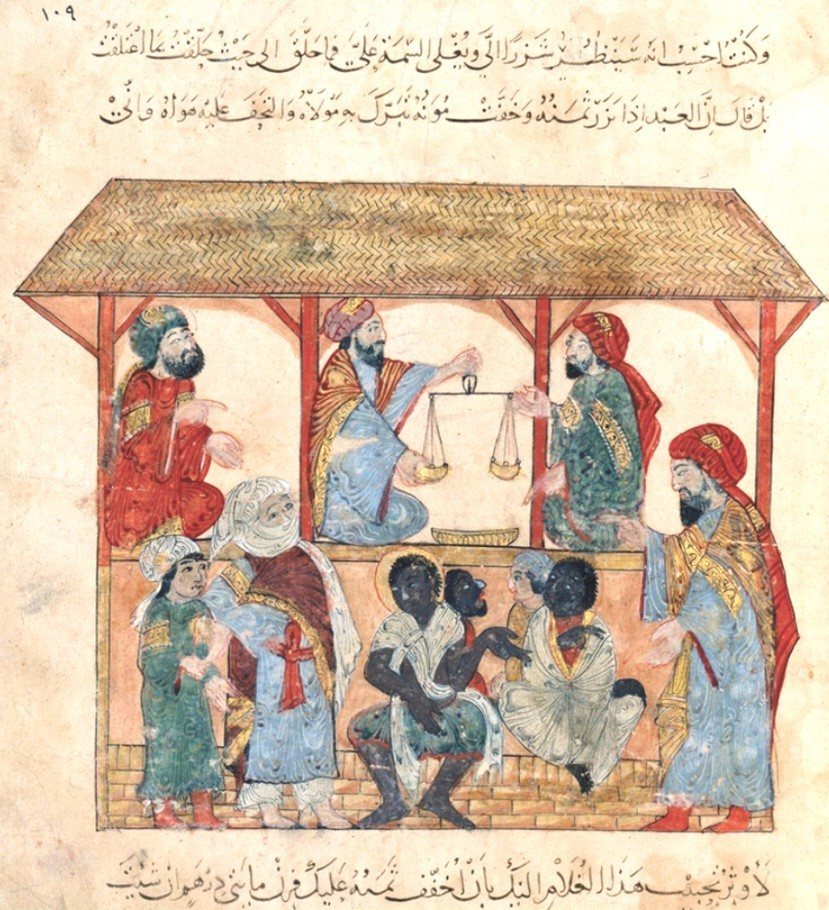
Невільничий ринок у 13 столітті у Ємені.

За законами ісламського шаріату рабство дозволялося, але було заборонено перетворювати мусульман на рабів, тому рабами в першу чергу ставали люди, які жили в прикордонних районах мусульманського світу. Пізніше в работоргвілю включилися інші регіони світу, включаючи Центральну Азію і Європу, але в сучасну епоху, раби в основному поставлялися з Африки.
Згідно з законом шаріату рабам було дозволено заробляти на життя, якщо вони хотіли цього. А власник раба був зобов'язаний забезпечити це бажання. Рабовласник також не мав права змушувати невільника заробляти гроші для нього, звичайно якщо не була укладена угода між ним і його власником.
В рамках ісламської цивілізації була добре розвинена мережа міст і оазисних торгових центрів з ринкомами. Ці населені пункти були з'єднані між собою системою доріг, які перетинають посушливі райони і пустелі. Між населеними пунктами товари перевозилися караванами, а раби були частиною цього караванного руху.
На відміну від атлантичної работоргівлі, де співвідношення чоловіків і жінок було 2:1 або 3:1, В арабському світі ставлення до жінок було іншим. Тому кількість жінок, які продавалися в рабство було значним.

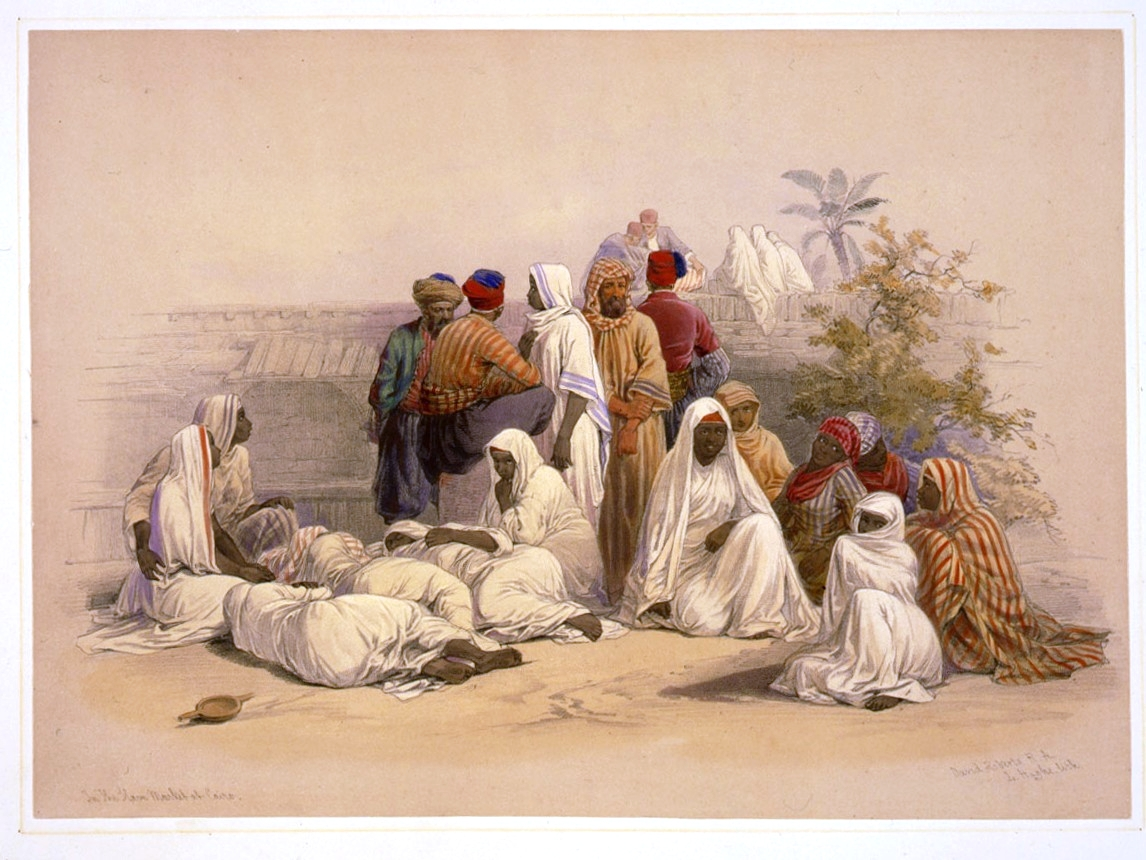
Невільничий ринок в Каїрі. Малюнок Девіда Робертса, приблизно в 1848 році.

### Маршрути работоторгівлі в Африці в середньовіччя

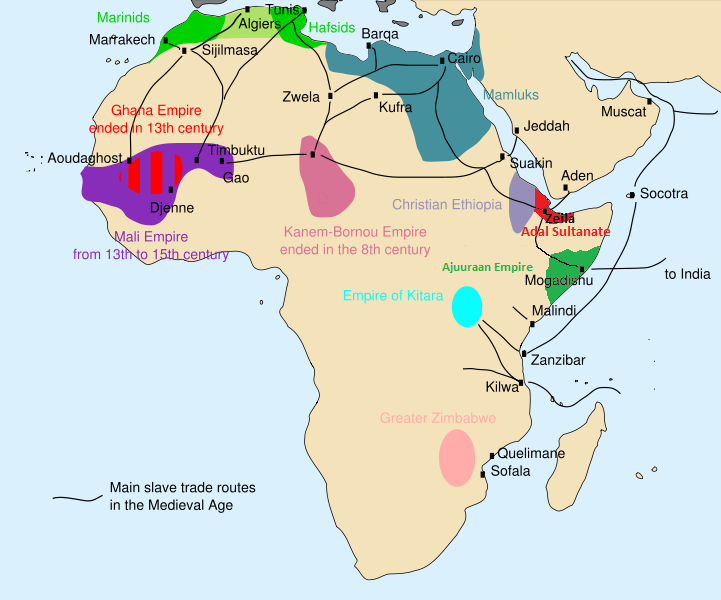
Основні маршрути

За даними професора Ібрагіма-Баба Kaké існувало чотири основних маршрути работоторгівлі до арабського світу, від Сходу до заходу Африки, від Магрибу до Судану, від Триполітанії до центрального Судану і Єгипту і до Близького Сходу. Караванні маршрути, створені в IX столітті проходили через оази Сахари.

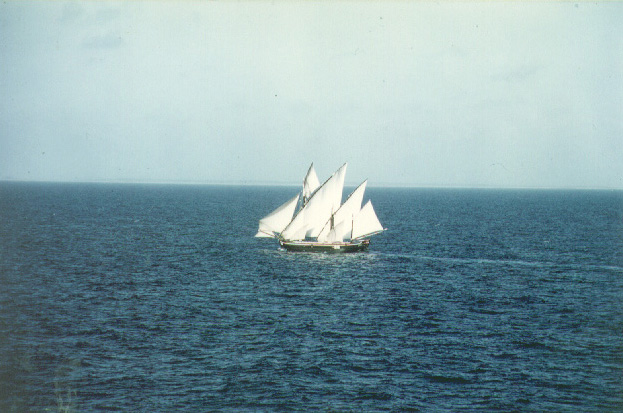
Традиційне арабське судно дау використовувалося для перевезення вантажів в Оман.

Історики знають мало про морські шляхи. Доказами слугують документи, та усна народна творчість, зокрема перекази та казки. Перевезення рабів водним транспортом значно розширило географію торгівлі. Рабів почали доправляти до Індії і навіть Китаю. Історичні тексти XII століття говорять що, у більшості заможних сімей у кантоні були чорні раби, яких за зовнішній вигляд вважали дикунами, або демонами.

### Бартер

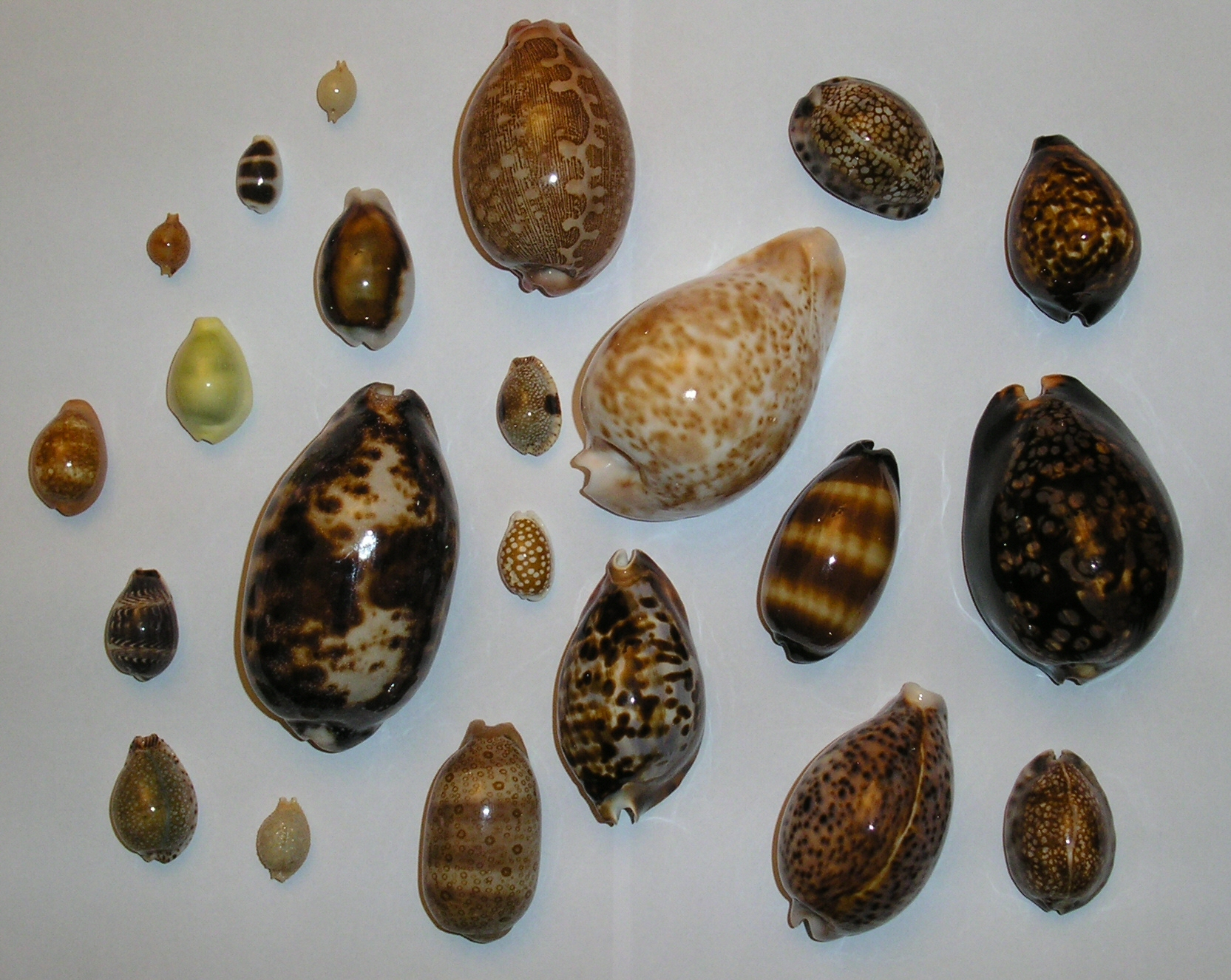
Мушлі використовувались у якості грошей в работоргівлі.

Раби часто були обміняні на об'єкти різного роду: в Судані, вони були на тканини, люстерка і так далі. В Магрибі- на коней. У містах в пустелях на відрізи тканини, кераміку, венеційське скло, намисто, барвники, дорогоцінне каміння, золотими монетами.

### Невільницькі ринки і ярмарки

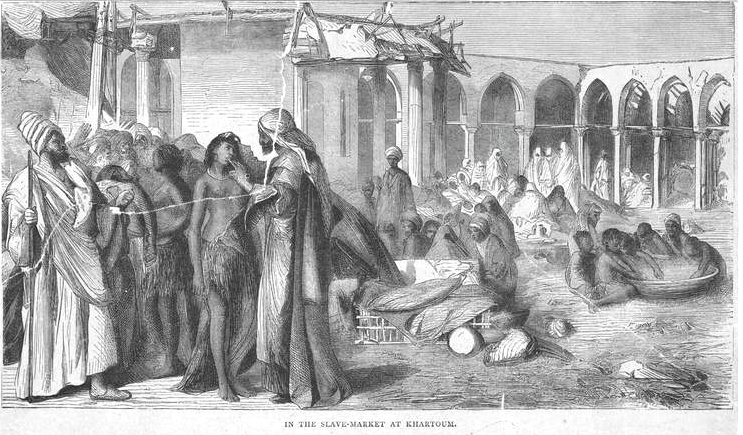
Невільничий ринок в Хартумі, Судан, гр. 1876.

Поневолені африканців були продані в містах арабського світу. В 1416 році, Аль-Макрізі розповів, як паломники, що прибувають з Такрур (недалеко від річки Сенегал) привезли 1,700 рабів в Мекку. У Північній Африці великі невільницькі ринки були в Марокко, Алжирі, Триполі та Каїрі. Продаж проводився в громадських місцях або на базарах.
Потенційні покупці ретельно перевіряли «крам»: Перевірявся стан здоров'я людини, яку часто роздягали до гола. У Каїрі, угоди, пов'язані з євнухами і наложницями відбувалися у приватних будинках. Ціни варіювалися в залежності від якості раба. 

### Міста і порти, що займалися работоргівлею
| - Північна Африка: - Танжер (Марокко) - Марракеш (Марокко) - Алжир (Алжир) - Триполі (Лівія) - Каїр (Єгипет) - Асуан (Єгипет) - Західна Африка: - Aoudaghost (Мавританія) - Тімбукту (Малі) - Гао (Малі) - Більма (Нігер) - Кано (Нігерія) | - Приморські міста і території: - Багамойо (Танзанія) - Занзібар (Танзанія) - Килву (Танзанія) - Софала (Бейра, Мозамбік) - Момбаса (Кенія) - Сомалійський півострів: - Ассаб (Еритрея) - Массаву (Еритрея) - Нефасіт (Еритрея) - Таджуру (Джибуті) - Зейля (Сомалі) - Могадішо (Сомалі) - Кісмайо (Сомалі) | - Аравійський Півострів: - Джидда (Саудівська Аравія) - Zabīd (Ємен) - Мускат (Оман) - Аден (Ємен) - Сокотра (Індійський Океан) - Індійський Океан: - Дебальцеве (Сінд, Пакистан) - Карачі (Провінція Сінд, Пакистан) - В Готелі (Індія) - Сурат (Індія) - Мандві, Кач (Індія) |

## Спадщина
Історія работоргівлі породили численні суперечки серед істориків. Фахівці не визначилися із кількістю африканців проданих в рабство; це важко вирішити через відсутність достовірних статистичних даних, так як в середні часи не вівся перепис населення Африці. Архівні матеріали трансатлантичної торгівлі в XVI—XVIII століттях можуть слугувати джерелами. Але ці документи часто фальсифікували кількість перевезених рабів. Луїс Феліпе де Аленсандро стверджує, що з Африки було вивезено між VIII і XIX століттями більше 8 мільйонів рабів уздовж східного і транссахарського маршрутів.
На основі праці Ральфа Остіна була визначена цифра в 17 мільйонів африканців, поневолених (в той же час і з того ж регіону). Рональд Сегал визначив кількість проданих в рабство між 11.5 — 14 мільйонів. За іншими оцінками близько 11,2 мільйона чоловік.
В сучасному світі спостерігається значний генетичний вплив на арабів по всьому арабському світі африканського геному.

## Первинні джерела

### Середньовічні арабські джерела

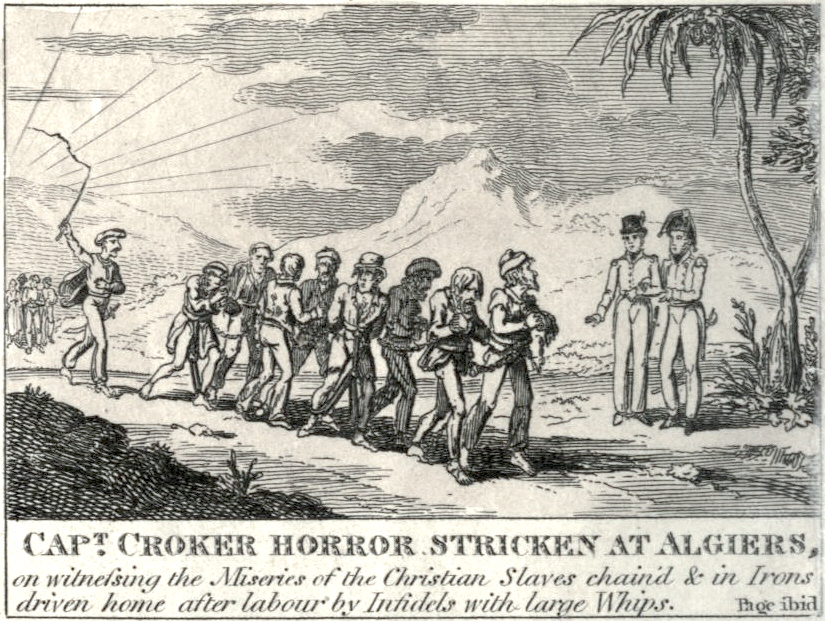
1816 р ілюстрації християнські раби в Алжирі.

Ці наводяться в хронологічному порядку. Вчені і географи з арабського світу були подорожі по Африці з часів Мухаммеда в VII столітті.
- Аль-Масуді (помер 957), Луки золоті, або копальні самоцвітів, довідкове керівництво для географів та істориків мусульманського світу. Автор подорожував по всьому арабському світу, а також побував на Далекому Сході.
- Якубі (IX століття), Кітаб ал-Булдан або книга країни
- Авраам Бен-Яків (Ібрагім ібн Якуб) (X століття), єврейський купець з Кордови[51]
- Аль-Бакрі, автор Кітаб аль-Масалік уаль-Мамалік або книга шляхів і царств, опубліковані в Кордові близько 1068, дає нам інформацію про берберів і їхню діяльность; автор збирав свідчення очевидців про територію на південь від караванних шляхів.
- Мухаммад аль-Ідрісі (помер близько 1165), опис Африки та Іспанії
- Ібн Баттута (помер близько 1377), марокканський географа, який побував в Африці південніше пустелі Сахари, в Гао і Томбукту.  Подарунок для тих, хто споглядає чудеса міст і чудеса подорожей.
- Ібн Халдун (помер у 1406 Р.), історик і філософ з Північної Африки. Його вважають істориком арабського, берберського і Перського суспільства. Він є автором Мукаддиме або історичні Пролегомени та історії берберів.
- Аль-Магрізіі (помер у 1442 році), єгипетський історик. Його основний внесок-це його опис ринків Каїра.
- Лев Африканський (помер близько 1548), автор Descrittione Dell' Африка, або опис Африки, рідкісний опис Африки.
- Ріфа'а аль-Тахтаві (1801—1873), переклав середньовічні твори з географії та історії. Його робота стосується в основному мусульманського Єгипту.
- Джозеф Куок видав збірку арабські джерел про Західну Африку між VIII і XVI століттми (Париж, 1975)

### Європейський тексти (16-19 ст.)
- Жоао де Кастро, Ротейро Дорожня карта Ліссабона (1538)
- Джеймс Брюс, (1730—1794), Подорожі, щоб виявити джерело Нілу (1790)
- Рене Caillié, (1799—1838),Щоденник поїздки до Томбукту
- Роберт Адамс, Розповідь Роберта Адамса (1816)
- Мунго Парк, (1771—1806), Подорожі в глиб Африки (1816)
- Іоганн Людвіг Буркхардт, (1784—1817), Подорожі по Нубії (1819)
- Генріх Барт, (1821—1865), Подорожі і відкриття в Північній і Центральній Африці (1857)
- Річард Френсіс Бертон, (1821—1890), Озера регіонів Центральної Африки (1860)
- Девід Лівінгстон, (1813—1873),Туристичні нотатки (1866—1873)
- Генрі Мортон Стенлі, (1841—1904), Через темний континент (1878)

### Інші джерела
- Історичні рукописи, такі як Тарих аль-Судан, Адаліт Футух аль-Хабаш, Абіссінський Кебра Нагаст, а також різні арабські писемні документи
- Африканська усна творчість
- Хроніка Кілва (фрагменти XVI століття)
- Нумізматика: аналіз монет та їх поширення
- Археологія: архітектура торгових постів і міст, пов'язаних з работоргівлею
- Іконографія: арабські і перські мініатюри у великих бібліотеках
- Європейські гравюри, періоду работоргівлі, і деякі більш сучасні
- Фотографії XIX століття

## Подальше читання
- Едвард А. Алперс, Східно-Африканської Работоргівлі (Берклі 1967)
- Ібн Халдун, в Мукаддиме, транс. Ф. Розенталь, Ед. Х. Н. Дауд (Прінстон 1967)
- Гордон Мюррей, рабство в арабському світі (Нью-Йорк, 1989)
- Хабіб Аканде, що освітлює темряву: негрів та вихідців з Північної Африки в Ісламі (та Ха 2012)
- Бернард Льюїс, гонка і рабство на Близькому Сході (ОУП 1990)
- ЛАЛ, С. К. (1994). Мусульманські рабовласницький лад в середньовічній Індії. Нью-Делі: Prakashan Адітья.
- Патрік Меннінг, рабства і африканської життя: Західної, Східної та африканської работоргівлі (Кембридж, 1990)
- Павло Е. Лавджой, перетворення в рабстві: історія рабства в Африці  (Кембридж, 2000)
- Аллан Р. Б. Фішер, рабство і мусульманське суспільство в Африці, Ед. К. Хьорст (Лондон, 1970, 2-е видання, 2001 рік)
- Африканської діаспори в країнах Середземномор'я Ісламу (Принстон серії на Близькому Сході) Єва Troutt Пауелл (редактор), Джон О. Hunwick (редактор) (Принстон 2001)
- Рональд Сегал, Ісламу чорних рабів («Атлантик букс», Лондон, 2002)
- Роберт С. Девіс, християнські раби, мусульманські майстра: Біле рабство в Середземномор'ї, Барбари узбережжі та Італії, 1500—1800 (Палгрейв Макміллан, Лондон 2003) ISBN 978-1-4039-4551-8
- Doudou Diène (2001). From Chains to Bonds: The Slave Trade Revisited. Berghahn Books. ISBN 978-1571812650. Архів оригіналу за 29 жовтня 2015. Процитовано 26 травня 2015.